# Ukrajna Szálló
Az Ukrajna Szálló (oroszul: Гостиница Украи́на) vagy Hotel Ukrajna, mai teljes nevén Radisson Royal Hotel, Moscow (oroszul: Рэдиссон Ройал, Москва) egy 1957-ben, sztálinista stílusban épült felhőkarcoló Moszkvában, a Moszkva folyó partján, a Kutuzov sugárúton. Egyike a Hét nővér néven ismert, szovjet érában épült toronyházaknak, valamint a második legmagasabb azok közül a Moszkvai Állami Egyetem főépülete után. Az épület napjainkban a Rezidor szállodalánc tulajdonában áll, ötcsillagos luxusszállodaként üzemel.

## Története
A szálloda megépítését maga Sztálin rendelte el, a munkálatok 1953-ban kezdődtek meg. A tervezők Arkagyij Mordvinov és Vjacseszlav Oltarzsevszkij voltak, akik a szovjet acélvázas magasépítészet kiemelkedő alakjainak számítottak. Eredeti 198 méteres (34 emeletes) magasságával a második legmagasabb épület lett a Hét nővér közül. Megépítésétől számítva egészen 1976-ig, az atlantai Westin Peachtree Plaza Hotel átadásáig a világ legmagasabb szállodájának számított. A folyóparti építkezés miatt a munkásoknak jóval a folyó vízszintje alá kellett leásni az alapozásnál, ezt úgy érték el, hogy tűszivattyúkkal szorították ki a vizet az építési területről.
A szálloda 1957. május 25-én nyitotta meg kapuit. 2007-től 2010-ig teljes felújításon és restauráláson esett át, 2009-ben pedig a tulajdonosok megegyeztek a Rezidor csoporttal, hogy az épület "Radisson Royal Hotel, Moscow" néven üzemel tovább, azonban bizonyos esetekben az eredeti nevét használják. A hároméves tatarozást követően a szálloda 2010-ben nyitott meg újra, megújult a homlokzat, valamint az épület 21. századi technológiát kapott, többek között többszintes víztisztító berendezést és levegőkeringető rendszert.
A hotelt a milliárdos üzletember és befektető, God Nisanov vásárolta meg 59 millió angol font értékben egy 2005-ös aukción. Társtulajdonosa Zarakh Iliev.

## Építészeti jellemzők
Az épület betonból készült, acélvázas alapokra. Jelenlegi teljes magassága 206 méter, a csúcsorom 73 méteres.

## Szolgáltatások
A szálloda 505 szobát tartalmaz, ezen felül 38 apartmant, valamint található benne öt étterem, egy konferencia-központ, egy ügyintézői emelet, bankett-terem, könyvtár, wellness-központ 50 m-es fedett uszodával, illetve ide tartozik még egy flottányi, a Moszkva folyón állomásozó jacht is.

## Művészeti gyűjtemény az épületben
Az épület otthont ad egy kb. 1200 festményből álló gyűjteménynek is, amelyek között számos kiemelkedő, a 20. század első felében alkotó orosz festő művei megtalálhatóak. Ezen kívül az első emeleten van a Moscow – Capital of the USSR című, 1:75 méretarányú, 1977-ben készült dioráma, amely Moszkva akkori történelmi városmagját és külső területeit ábrázolja Luzsnyikitől Zemlyanoi Val-ig.

## Fordítás
- Ez a szócikk részben vagy egészben  a   Radisson Royal Hotel, Moscow című angol Wikipédia-szócikk ezen változatának fordításán alapul.  Az eredeti cikk szerkesztőit annak laptörténete sorolja fel. Ez a jelzés csupán a megfogalmazás eredetét és a szerzői jogokat jelzi, nem szolgál a cikkben szereplő információk forrásmegjelöléseként.